# Detlef Lewe
Detlef Lewe (n. 20 iunie 1939, Dortmund, Germania Nazistă – d. 1 octombrie 2008, München, Germania) a fost un canoist ce a reprezentat Germania, medaliat olimpic. A participat la 4 ediții ale Jocurilor Olimpice (1960, 1964, 1968, 1972) în care a câștigat o medalie de argint și o medalie de bronz.